# Trans-X
Trans-X - канадская группа, играющая в стиле электронной музыки электро-поп и Хай-энерджи. Наиболее известна по хиту «Living On Video».

## О группе
История канадской танцевальной группы «Trans-X» началась в 1981 году. Основателем этой группы был Паскаль Лангиран (род. 3 мая 1955 года, Париж, Франция), до того работавший в жанрах прог-рок и New Age. Первым хитом «Trans-X» стала песня «Living on video», выпущенная в том же 1981 году.
Песня стала хитом не только в Канаде, но и во всем мире. Было продано более двух миллионов копий сингла, а также он попал в Top10 британских и европейских чартов.
А в 1982-м музыканты записывают другую песню «Message on the radio», которая имела просто безумный успех. Третий хит команды — «3D-dance» произвел фурор в Канаде.
В 1986 году Паскаль решил оставить «Trans-X» после того, как альбом On My Own не попал в чарты за пределами Канады. После нескольких лет молчания, Паскаль принял решение продолжить свою сольную карьеру в жанре New Age.
В 1998 году Паскаль возвращается в «Trans-X» и начинает возрождать свои подзабытые хиты выходом альбома Greatest Hits. 
В 2003 Паскаль Лангиран записал ремейк своего главного хита под названием «Living On Video 2003» и выпустил The Drag-Matic Album. Еще одна новая версия этого хита, «Living On Video 2K6» была выпущена 6 мая 2006 года.
В 2010 году Лангиран живет в Мексике и готовит к выпуску новый альбом «Trans-X».

## В России
27 ноября 2007 года группа выступила с хитом «Living on video» в Олимпийском на «Дискотеке 80-х».
25 сентября 2013 года группа выпустила переиздание своих хитов в жанре Trance на российском лейбле Soviet Recordings. Автором ремиксов выступил словенский музыкант Матей Петернел, более известный как Fido X.

## Дискография

### Синглы
- «Living on Video» (1981)
- «Message On The Radio» (1982)
- «3-D Dance» (1983)
- «Vivre Sur Vidéo» (1983)
- «Living on Video» (1985) — remix
- «Ich Liebe Dich (I Love You)» (1986)
- «Monkey Dance» (1986)
- «Maria» (1988)
- «Funkytown / Living On Video» (1991)
- «Video Killed The Radio Star / Living On Video» (1991)
- «A New Life On Video» (1995)
- «To Be… Or Not To Be» (1995)
- «Living On Video 2K6» (2006)

### Альбомы
- Message on the Radio (1983)
- Living On Video (1983)
- On My Own (1988)
- Trans-X_xcess (1995)
- 010101 (2001)
- The Drag-Matic Album (2003)
- Trance Versions (EP) (2013)

### Сольные альбомы Паскаля Лангирана
- Minos (1978) (LP only)
- De Harmonia Universalia (1980) (LP only)
- Vivre Ici Maintenant (1981) (LP only)
- Gregorian Waves (1991)
- Ishtar (1993)
- Renaissance (2002)
- LSD (под именем Cybernium; при участии Michel Huygen) (2003)
- Incanta (2005)